# كارلوس لاموسا
كارلوس لاموسا (بالإنجليزية: Carlos Llamosa)‏ (مواليد 30 يونيو 1969) هو لاعب كرة قدم. يلعب مع منتخب الولايات المتحدة الأمريكية لكرة القدم. سبق له أن لعب في كأس العالم لكرة القدم مع منتخب بلاده.

## روابط خارجية
- كارلوس لاموسا على موقع الاتحاد الدولي (مؤرشف)  (الإنجليزية)
- كارلوس لاموسا على موقع الدوري الأمريكي (الإنجليزية)
- كارلوس لاموسا على موقع قاعدة بيانات كرة القدم.إي يو (الإنجليزية)
- كارلوس لاموسا على موقع ناشيونال فوتبول تيمز (الإنجليزية)